# Lepisanthes unilocularis
Lepisanthes unilocularis är en kinesträdsväxtart som beskrevs av Leenh.. Lepisanthes unilocularis ingår i släktet Lepisanthes och familjen kinesträdsväxter. Inga underarter finns listade i Catalogue of Life.